# 소비자보호법
소비자보호법(消費者保護法)은 헌법의 소비자 보호에 관한 규정에 따라, 소비자의 기본권익 보호를 목적으로 법률 제3921호로 1986년 12월 31일 제정된 법률이다. 국가·지방자치단체 및 사업자의 의무와 소비자 및 소비자단체의 역할 규정과 함께 소비자보호시책의 종합적 추진을 위한 기본적인 사항을 규정하고 있다. 이에 대해 대한민국 헌법은 ‘국가는 건전한 소비행위를 계도하고 생산품의 품질향상을 촉구하기 위한 소비자 보호운동을 법률이 정하는 바에 의하여 보장한다’라고 규정하고 있다(헌법 제124조).

## 참고 문헌
- 고형석, 소비자보호법, 세창출판사, 2008. ISBN 9788984112339